# حبزبوز
حبزبوز جريدة عراقية هزلية صدرت في العهد الملكي العراقي، وقد أسسها الكاتب الصحفي العراقي نوري ثابت، وقد أخذ هذه التسمية الغريبة عن حبزبوز وهو أحد شقاواة بغداد في تلك الفترة. وقد صدر أول أعدادها في أيلول عام 1931، وصولا إلى عام 1938 فبلغت أعدادها 303 عدداً، وآخر عدد صدر يوم 5 تموز/يوليو 1938، وتوقفت بعدها لمرض صاحبها نوري ثابت والذي توفي 12 أكتوبر 1938.